# Where You Are
«Where You Are» (рус. Там где ты) — второй сингл певицы Джессики Симпсон с её дебютного альбома «Sweet Kisses», выпущенный в 2000 году. Этот сингл наиболее известен как первый, профессионально записанный сингл совместно с Лаше.

## О песне
«Where You Are» была написана Louis Biancaniello и Sam Watters (они же выступили продюсерами трека). Также в написании песни помогали Adamantia Stamatopoulou и тогдашний бойфренд (ныне бывший муж) Джессики — Ник Лаше. В связи с сентиментальной лирикой сингла, он стал саундтреком к подростковому фильму 2000 года «Here on Earth».

## Формат дисков и вошедшие треки
US Maxi-CD 
1. «Where You Are» [Album Version] — 4:32
2. «Where You Are» [Lenny B’s Club Mix] — 10:55
3. «Where You Are» [Lenny B’s Dub Mix] — 7:14
4. «Where You Are» [Lenny B’s Bonus Beats] — 2:30
5. «I Wanna Love You Forever» [Soul Solution Extended Club Vocal Version] — 9:28

US Promotional Only Single 
1. «Where You Are» [Edit] — 3:54
2. «Where You Are» [Album Version] — 4:32

## Чарты
«Where You Are» был относительно неудачным синглом, особенно в сравнении с успехом сингла «I Wanna Love You Forever». Трек достиг только 62-й строчки хит-парада Billboard Hot 100.
В танцевальные чарты, такие как Hot Dance Music/Club Play песня не попала.
На основных международных рынках музыки песня не была выпущена, за исключением Канады.